# ドルノド県
ドルノド県（ドルノドけん、モンゴル語: Дорнод ; ᠳᠣᠷᠤᠨᠠᠳᠤ  ラテン文字転写: Dornod）は、モンゴル国の県（アイマク）の一つ。

## 概要
県庁所在地はチョイバルサン市。首都ウランバートルから東へ600kmの位置にある。同国最東部に位置し、南に同国スフバータル県、西にヘンティー県、北にロシア・ザバイカリエ地方、東に中華人民共和国内モンゴル自治区に接する。

### 地形
- メネン平原（モンゴル語版）
- ヘンティー山脈：支脈が北西部に懸かる。
- ヘルレン川：県中央を西から東に向かい流れる。中国のフルン湖に注ぐ。流路にはチョイバルサン市がある。
- オノン川：最北西部を北東方向にかすめて流れ、ロシアのザバイカリエ地方に抜ける。
- ウルズ川（ロシア語版）：県北部を西から東に向かい流れる。露蒙国境付近のバルン・トレイ湖に注ぐ
- ハルハ川：県東部の中蒙国境付近を流れる。
- ブイル湖
- バルン・トレイ湖（ロシア語版）
- ヤヒ湖（モンゴル語版）
- フフ湖

### 気候
バヤンオール郡、バヤンドン郡、ダシバルバル郡の3郡北部、チョローンホロート郡西部、並びにハルハゴル郡の東部は主に亜寒帯冬季少雨気候。それ以外の県域は主にステップ気候である。

### 植生
バヤンオール郡の北部山岳地は主に山岳タイガ。バヤンオール郡、バヤンドン郡、ダシバルバル郡の3郡北部、チョローンホロート郡西部、並びにハルハゴル郡東部の丘陵地は主に山地混交林・ステップであり、丘の北斜面が混交林、南斜面がステップとなっている。それ以外の平原はステップである。

### 自然保護区域
- モンゴルダグーリ厳正保護区（英語版）

面積1,030 km2。県北部に位置する。ウルズ川下流域の湿地帯および丘陵地が含まれる。モウコガゼルの群れやツル類が生息しており、ユネスコ・人間と生物圏プログラムの生物圏保護区登録地、ラムサール条約登録地である。ロシア・ダウルスキー自然保護区と近接している。

## 部族分布
中部と南部にモンゴル国の最大部族のハルハ族が広く分布する。
ツァガーン-オボー郡、バヤン-オール郡、バヤンドン郡、ダシバルバル郡など北部と県都チョイバルサン市にブリヤート族が分布する。
その他に少数部族のバルガ族、ウゼムチン族、ハムニガン族が県下に居住している。バルガ族はゴルワンザガル郡、ホロンボイル郡に分布し、ウゼムチン族はセルゲレン郡、バヤントゥメン郡、ボルガン郡、チョローンホロート郡、県都チョイバルサン市に分布し、ハムニガン族はツァガーン-オボー郡、バヤン-オール郡に分布している。
県都チョイバルサン市や郡庁所在地などに居住する都市定住民を除く遊牧民は県下に分散集中して居住している。

## 産業

### エネルギー資源

#### 褐炭
石油天然ガス・金属鉱物資源機構の2017年発行のリポートによると、モンゴルの主要炭鉱のうちの一つとして県下の以下の炭鉱で採掘が行われている。
- アドチチョローン炭鉱：チョイバルサン市から北 5 km。チョイバルサン市の火力発電所向け。褐炭。

#### 原油
チョイバルサン市から南東 180 kmにはタムサグ油田（Tamsag oil field）が開発されており、2011年時点で年産200万バレルを産出したとされる。油田から中国東ウジムチン旗の珠恩嘎達布其口岸（チュエンガダブチ口岸）に向けて舗装された道路が整備されている。

#### ウラン
石油天然ガス・金属鉱物資源機構の2008年発行のリポートによると、以下の場所で有望なウラン鉱の埋蔵が確認できたとしている。なおモンゴルではウランの世界価格の下落に影響され、1995 年にウラン採掘作業が停止されたとしている。
- ドルノド鉱床：チョイバルサン市より北西 130 km。ウラン鉱
- ゴルワンボラグ鉱床：チョイバルサン市より北西 116 km。ウラン鉱
- マルダイゴル鉱床：チョイバルサン市から西 130 km。ウラン鉱
- オラーン鉱床：チョイバルサン市から北西 120 km。ウラン鉱、鉛・亜鉛鉱

## 交通

### 飛行機
国内定期便は、ウランバートルとチョイバルサンの間にフンヌ・エアが週2便運航されている。県下の空港に国際定期便は運航されていないが、チョイバルサンの空港には国際チャーター便が運航されることもある。

### 鉄道
県都チョイバルサン市からシベリア鉄道の駅ボルジャまで、シベリア鉄道支線の軌道が敷かれている。旅客輸送はチョイバルサン市から国境手前の駅までであり、直通の国際旅客鉄道は運行されていない。

### 長距離バス
ウランバートルのバヤンズルフ長距離バスターミナルから県都チョイバルサン市まで、長距離バスが所要時間約12時間で運行されている。

### 道路
ウランバートルから県都チョイバルサンへの中間点であるウンドゥルハーンまでは対向2車線の舗装道路が整備されているが、それ以東は舗装がほとんど未完成であり十分整備されていない。個人的な自動車での移動はオフロード車が必要となる。

## 博物館・史跡
- バルス・ホト：契丹時代の仏塔で有名な遺跡。
- イフブルハン岩像（ハルハゴル郡北辺部中蒙国境付近）：清朝時代の仏教遺跡

当該の中蒙国境周辺は生活住民を除き原則立入禁止であり、入域する時は国境地帯入域許可証の携帯が必要となる。
- ドルノド県博物館（チョイバルサン市内）：民俗・郷土史がテーマ
- ノモンハン事件の戦跡（ハルハゴル郡中蒙国境周辺）
- 戦勝記念博物館（ハルハゴル郡（英語版）中心地）：ノモンハン事件がテーマ

## ドルノド県の行政区分

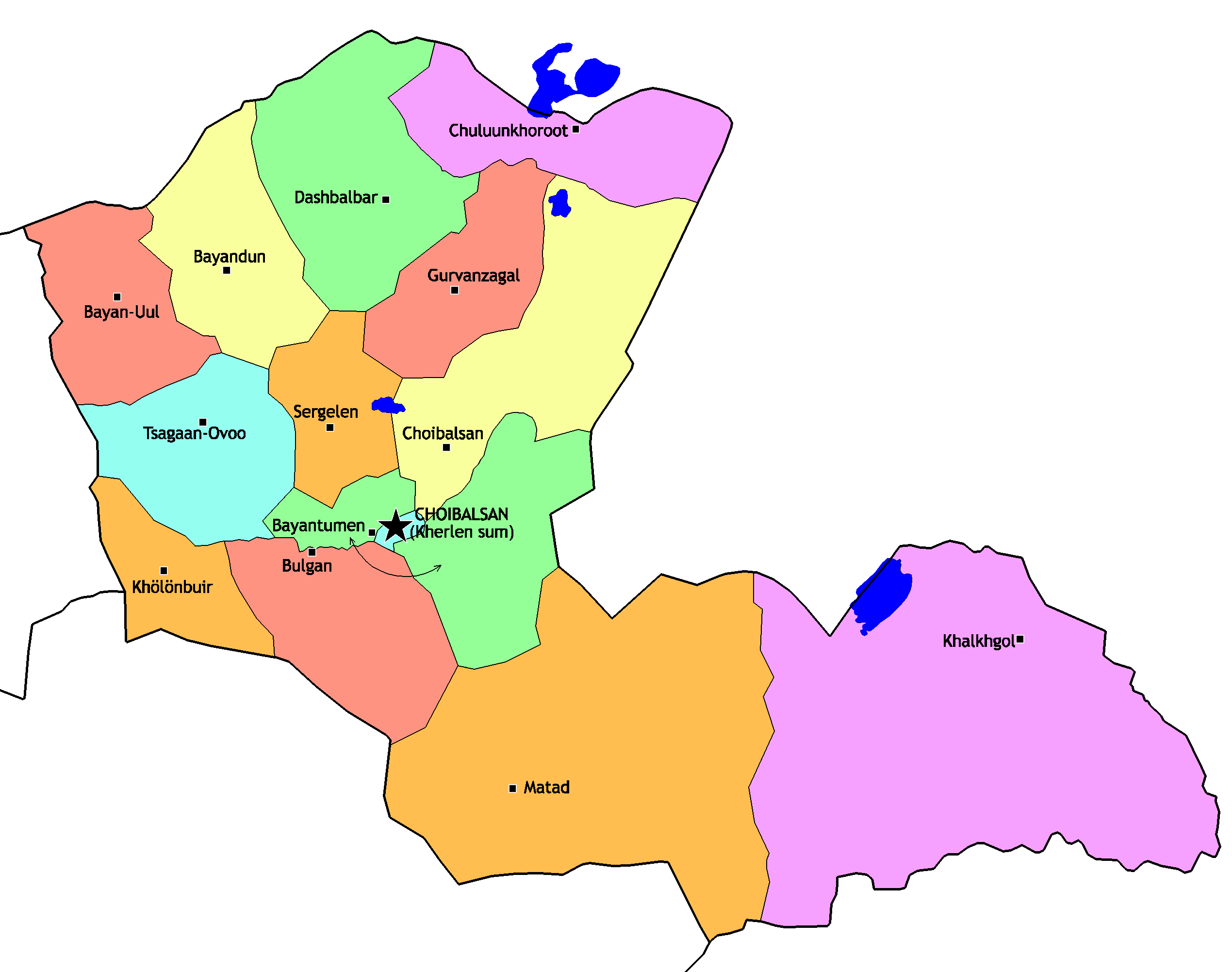
ドルノド県の行政区分

- バヤンドン郡（英語版）(Баяндун)
- バヤントゥメン郡（英語版）(Баянтүмэн)
- バヤン-オール郡（英語版）(Баян-Уул)
- ボルガン郡（英語版）(Булган)
- ゴルワンザガル郡（英語版）(Гурванзагал)
- ダシバルバル郡（英語版）(Дашбалбар)
- マタド郡（英語版）(Матад)
- セルゲレン郡（英語版）(Сэргэлэн)
- ハルハゴル郡（英語版）(Халхгол)
- ホロンボイル郡（英語版）(Хөлөнбуйр)
- ヘルレン郡（英語版）（県庁所在地チョイバルサン市がある）(Хэрлэн)
- ツァガーンオボー郡（英語版）(Цагаан-Овоо)
- チョイバルサン郡（英語版）(Чойбалсан)
- チョローンホロート郡（英語版）(Чулуунхороот)

## 著名な出身者
- 霧島鐵力（大相撲力士）